# Skoczek (skała)

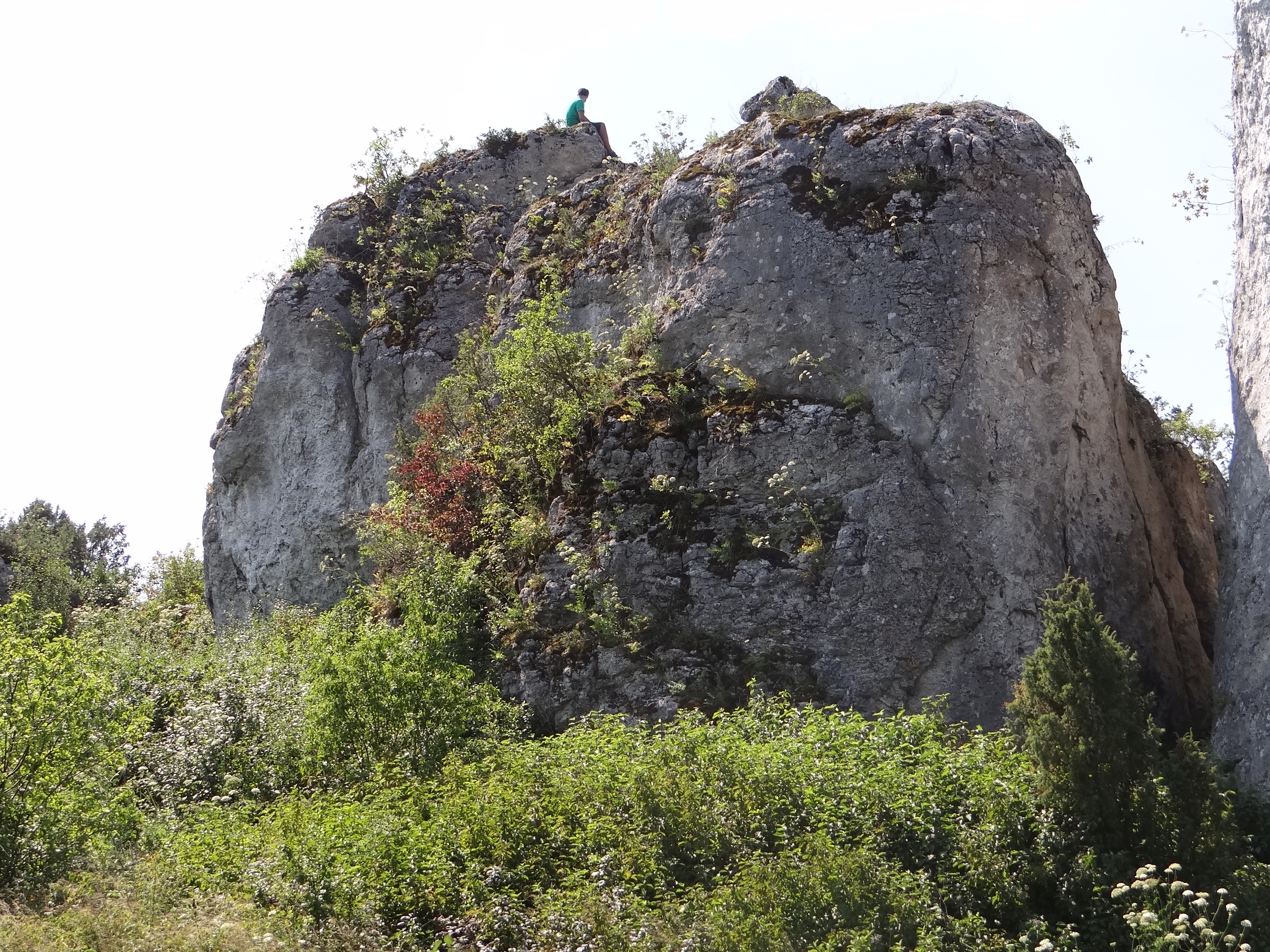
Skała Skoczek

Skoczek – skała w miejscowości Mirów, w gminie Niegowa, w powiecie myszkowskim, w województwie śląskim. Należy do tzw. Skał Mirowskich na Wyżynie Częstochowskiej. Przez wspinaczy skalnych opisywana jest w Grupie Trzech Sióstr. Znajduje się za Trzema Siostrami, w odległości około 380 m od Zamku w Mirowie, tuż po wschodniej stronie Trzeciej Grzędy.
Skoczek  to zbudowana z twardych wapieni skalistych skała o połogich, pionowych lub przewieszonych ścianach. Wspinacze skalni poprowadzili na nich 2 drogi wspinaczkowe o trudności VI.1 i VI.1+ w skali Kurtyki i długości 8 i 10 m. Obydwie drogi posiadają dobrą asekurację (ringi i stanowiska asekuracyjne).